# Lawrence Tierney
Lawrence James Tierney (New York, 15 marzo 1919 – Los Angeles, 26 febbraio 2002) è stato un attore statunitense.
Di origini irlandesi, deve gran parte della sua fama a personaggi da duro. I suoi ruoli più famosi sono quelli del bandito John Dillinger, protagonista in Lo sterminatore (1945), e quello di Joe Cabot in Le iene (1992) di Quentin Tarantino, circa cinquanta anni dopo.

## Biografia

Tierney nel ruolo di Joe Cabot nel film Le iene (1992)

Tierney nacque nel quartiere di Brooklyn, a New York, da Maria e Lawrence Tierney, un poliziotto e fratello dell'attore Scott Brady. Si guadagnò una borsa di studio per atleti al Manhattan College, ma lasciò tutto e viaggiò per il paese, passando da un lavoro all'altro. Nel 1943 gli studios della RKO Pictures lo scritturarono per un contratto quando un loro talent scout lo notò tra i membri del American-Irish Theater.
Agli inizi della sua carriera apparve in ruoli di secondo piano in alcuni film, tra cui The Ghost Ship (1943) e The Falcon Out West (1944). Il ruolo del gangster John Dillinger, protagonista del popolare B-movie Lo sterminatore (1945) lo portò ad interpretare altri ruoli da "duro" in film come San Quentin (1946) e Perfido inganno (1947). Ebbe un ruolo anche nel film Il più grande spettacolo del mondo (1952) di Cecil B. DeMille, vincitore dell'Oscar. Tierney aveva l'abitudine di farsi coinvolgere in scontri tra ubriachi, a seguito dei quali subì numerosi arresti e condanne. I suoi guai con la legge non aiutarono la sua carriera. Durante tutti gli anni sessanta e settanta, visse principalmente a New York, lavorando per un lungo periodo nell'edilizia e prendendo raramente parte a dei film.
Ritornò a Hollywood alla fine del 1983 e ridiede impulso alla sua carriera incentivando il lavoro in televisione: comparse come "guest star" in show e serie televisive come Mai dire sì, Saranno famosi, Hunter, Seinfeld, Star Trek: The Next Generation, Star Trek: Deep Space Nine e non ultima I Simpson, nella cui settima stagione prestò la voce al capo della sicurezza Don Brodka. Tierney fece una serie di apparizioni in Hill Street giorno e notte e di fatto fu colui che pronunciò l'ultima battuta dell'ultimo episodio della serie. Nel 1984 apparve inoltre in una campagna pubblicitaria nazionale per il farmaco Excedrin, nella parte di un operaio edile.
Nel 1985 Tierney ebbe un piccolo ruolo di capo della polizia di New York nel film L'onore dei Prizzi di John Huston, ed ebbe una parte più sostanziosa in I duri non ballano (1987), adattato dal romanzo omonimo di Norman Mailer, interpretando il padre del protagonista Ryan O'Neal. È il personaggio di Tierney che fornisce le battute che spiegano il titolo: gli è stato diagnosticato un cancro, e sta morendo, ma i medici dicono che ha bisogno di riprendere l'attività fisica, come ad esempio la danza: "Ho detto loro: i duri non ballano". Ultimo grande ruolo di Tierney fu quello di Joe Cabot nel film cult di Quentin Tarantino Le iene (1992).
Nonno del regista e attore Michael Tierney, dopo aver combattuto contro l'alcolismo per molti anni, Tierney morì nel 2002 a Los Angeles di polmonite, poco prima di compiere 83 anni.

## Filmografia parziale

### Cinema
- The Ghost Ship, regia di Mark Robson (1943) - non accreditato
- The Falcon Out West, regia di William Clemens (1944) - non accreditato
- Lo sterminatore (Dillinger), regia di Max Nosseck (1945)
- Scintille tra due cuori (Those Endearing Young Charms), regia di Lewis Allen (1945)
- Gli eroi del Pacifico (Back to Bataan), regia di Edward Dmytryk (1945)
- San Quentin, regia di Gordon Douglas (1946)
- La terra dei senza legge (Badman's Territory), regia di Tim Whelan (1946)
- Perfido inganno (Born to Kill), regia di Robert Wise (1947)
- The Devil Thumbs a Ride, regia di Felix E. Feist (1947)
- Squadra mobile 61 (Bodyguard), regia di Richard Fleischer (1948)
- Jack il ricattatore (Shakedown), regia di Joseph Pevney (1950)
- The Hoodlum, regia di Max Nosseck (1951)
- Il magnifico fuorilegge (Best of the Badmen), regia di William D. Russell (1951)
- La jena del Missouri (The Bushwhackers), regia di Rod Amateau (1951)
- Il più grande spettacolo del mondo (The Greatest Show on Earth), regia di Cecil B. DeMille (1952)
- L'adescatrice (Female Jungle), regia di Bruno VeSota (1956)
- Gli esclusi (A Child Is Waiting), regia di John Cassavetes (1963)
- Custer eroe del West (Custer of the West), regia di Robert Siodmak (1967)
- Assassino senza volto, regia di Angelo Dorigo (1968)
- Ma che razza di amici! (Such Good Friends), regia di Otto Preminger (1971)
- Gloria - Una notte d'estate (Gloria), regia di John Cassavetes (1980)
- Arturo (Arthur), regia di Steve Gordon (1981)
- Rosemary's Killer (The Prowler), regia di Joseph Zito (1981)
- L'onore dei Prizzi (Prizzi's Honor), regia di John Huston (1985)
- Unico indizio la luna piena (Silver Bullet), regia di Dan Attias (1985)
- La legge di Murphy (Murphy's Law), regia di J. Lee Thompson (1986)
- I duri non ballano (Tough Guys Don't Dance), regia di Norman Mailer (1987)
- Il villaggio delle streghe (The Offspring), regia di Jeff Burr (1987)
- Una pallottola spuntata (The Naked Gun: From the Files of Police Squad!), regia di David Zucker (1988)
- La casa 7 (The Horror Show), regia di James Isaac (1989)
- Perché proprio a me? (Why Me?), regia di Gene Quintano (1990)
- Le iene (Reservoir Dogs), regia di Quentin Tarantino (1992)
- Eddie Presley, regia di Jeff Burr (1992)
- Junior, regia di Ivan Reitman (1994)
- Due giorni senza respiro (2 Days in the Valley), regia di John Herzfeld (1996)
- Armageddon - Giudizio finale (Armageddon), regia di Michael Bay (1998) - non accreditato

### Televisione
- I detectives (The Detectives) – serie TV, episodio 1x11 (1959)
- Man with a Camera – serie TV, episodio 2x12 (1960)
- Avventure in paradiso (Adventures in Paradise) – serie TV, episodio 1x16 (1960)
- Peter Gunn – serie TV, episodio 3x13 (1960)
- Follow the Sun – serie TV, episodio 1x11 (1961)
- Bus Stop – serie TV, episodio 1x22 (1962)
- Un salto nel buio (Tales from the Darkside) - serie TV, episodio 2x09 (1985)
- Star Trek: The Next Generation – serie TV (1987)
- Seinfeld – serie TV, episodio 2x03 (1991)
- I Simpson (The Simpsons) – serie TV, 1 episodio (1995) - voce
- E.R. - Medici in prima linea (ER) – serie TV, 1 episodio (1996)
- Star Trek: Deep Space Nine – serie TV, episodio 5x18 (1997)

## Doppiatori italiani
Nelle versioni in italiano delle opere in cui ha recitato, Lawrence Tierney è stato doppiato da:
- Adolfo Geri in Gli eroi del Pacifico
- Carlo Valli in Una pallottola spuntata
- Dario De Grassi in Le iene
- Dario Penne in Seinfeld
- Giorgio Lopez in La legge di Murphy
- Giulio Panicali in Gli esclusi
- Glauco Onorato in L'onore dei Prizzi
- Mario Bombardieri in La Casa 7
- Renato Mori in Hunter
- Sandro Sardone in Star Trek - The Next Generation
- Sandro Ruffini ne Il più grande spettacolo del mondo

Da doppiatore è sostituito da:
- Bruno Conti ne I Simpson